# Zjoekvara
Zjoekvara (georgiska: ჟოეკვარა), även Zjvavakvara (ჟვავაკვარა) eller Dzjvaviakvara (ჯვავიაკვარა), är ett vattendrag i Georgien. Det ligger i Gagradistriktet i den autonoma republiken Abchazien, i den nordvästra delen av landet. Zjoekvara mynnar i Svarta havet.